# الشرفا الغربية
قرية الشرفا الغربية هي إحدى القرى التابعة لمركز شرم الشيخ في محافظة جنوب سيناء في جمهورية مصر العربية. حسب إحصاءات سنة 2018، بلغ إجمالي السكان في الشرفا الغربية 518 نسمة، منهم 248 رجل و 270 إمرأة.